# Revolta dos Mercenários
A Revolta dos Mercenários constitui-se numa sublevação militar ocorrida no Brasil, sob o governo de D. Pedro I, em 1828.
Episódio pouco conhecido na História do Brasil, inscreve-se no contexto da guerra contra as Províncias Unidas do Rio da Prata (1825-1828), da qual resultou a independência da República Oriental do Uruguai (27 de Agosto de 1828).
O motim iniciou em 9 de junho de 1828, e durou três dias. Neste período a população da Corte (a cidade do Rio de Janeiro) viveu sobressaltada pela sublevação de três batalhões do Corpo de Estrangeiros, alemães, irlandeses e italianos escondidos, que serviam ao Império do Brasil desde a independência (1822).
A origem da revolta foi um boato que dois alemães haviam sido mortos por soldados de um batalhão brasileiro. O oficial de dia do 3° Batalhão de Granadeiros, composto na sua maioria de estrangeiros, o tenente alemão Prahl, saiu bêbado do quartel, acompanhado de outros soldados e atacou a guarda do Largo da Carioca. Foi logo preso e enviado à Ilha das Cobras, o batalhão foi reunido e Dom Pedro I lá ordenou que todos os envolvidos no incidente dessem um passo à frente. Os que se apresentaram foram logo sentenciados a 100 chibatadas. Isto detonou a revolta.
Para reprimir a sedição foi necessário, além das tropas regulares e da Guarda Real de Polícia, o auxílio da população, cerca de mil paisanos armados, entre os quais haviam estrangeiros que queriam o perdão da coroa, 50 frades e mais de 100 padres e estudantes. O governo solicitou ajuda às forças tarefas francesa e inglesa, aportadas na capital, que desembarcaram 400 marujos ingleses para guardar o Palácio de São Cristóvão, mais 600 franceses se concentraram perto do Arsenal de Guerra.
Nos combates morreram cerca de 240 mercenários, mais 300 feridos; do lado oposto 120 mortos e 180 feridos. Um dos líderes do movimento, August von Steinhousen, foi condenado à morte; outros 31 mercenários receberam penas diversas e outros conseguiram fugir para terem vidas pacatas nas fazendas que entornavam o estado do Rio de Janeiro.
Os batalhões de tropas de mercenários foram dissolvidos e a maior parte de seus integrantes, deportada. Aos que restaram e mereceram, foram alocados no exército brasileiro como soldados de baixa patente à serviço dos duques e barões da época. Ao que tudo indica, a revolta deveu-se ao não cumprimento, por parte da coroa, de pagamento aos mercenários, conforme acordado. Segundo outras fontes a revolta foi motivada pela castigo físico de um mercenário alemão e um italiano, consideradas pela tropa como injusta.
A revolta motivou a demissão do ministro da guerra general Barroso Pereira.
Sergio Corrêa da Costa, em seu livro, Brasil, segredo de Estado, associa tal revolta a um complô envolvendo Manuel Dorrego, governador de Buenos Aires, e os alemães Federico Bauer e Antonio Martín Thym, cujo objetivo visava sequestrar e mesmo matar Pedro I, bem como a independência de Santa Catarina (pp. 17–39).
O enviado britânico Ponsonby, em correspondência ao Foreign Office, informou o seguinte a respeito da conspiração:
| “ | "Também foram ganhos os irlandeses, chegados recentemente ao Rio de Janeiro, e seu agente foi a Buenos Aires, para onde zarpou com Fournier. Os alemães e irlandeses serão compensados com terras e dinheiro; supõe-se que o Imperador carece de tropas nacionais para apoiá-lo. A intenção é sequestrá-lo, porém, somente em caso de resistência, matá-lo. A monarquia seria absolvida e seriam criadas cinco repúblicas, a saber: Pernambuco, Bahia, Rio de Janeiro, São Paulo e Rio Grande. Dorrego, governador de Buenos Aires, comprometeu-se por um tratado a dar apoio à insurreição e fazer aliança com toda província que rechace a autoridade do Imperador". (Carta de Ponsonby ao seu governo, 12 de fevereiro de 1828, en V. D. Sierra, op. cit., tomo VII, p. 616, y F.O 6/22, Ponsonby a Dudley e Ward, 12 de fevereiro de 1828, em H. S. Ferns, Reino Unido e Argentina no século XIX, Buenos Aires, Buenos Aires, Solar-Hachette, 1966, p. 197. | ” |